# Ђинан
Ђинан (済南) град је Кини у покрајини Шандунг. Према процени из 2020. у граду је живело 5.452.335 становника.
У близини се налази Планина хиљаду Буда.

## Становништво
Према процени, у граду је 2009. живело 2.191.110 становника.
| 1990.     | 2000.     | 2009.     |
| --------- | --------- | --------- |
| 1.494.207 | 1.875.000 | 2.191.110 |